# Heteroconchia
Heteroconchia je taksonomska infraklasa raznovrsnih školjkastih mekušaca, koji pripadaju podklasi Autobranchia.
U ovu infraklasu spadaju školjke, veneride, slatkovodne školjke, brošaste školjke, kao i Heterodonta i Archiheterodonta.

## Opis
Ove školjke se razlikuju po tome što imaju dve polovine ljuske jednake veličine (tj. jednake su) i imaju nekoliko kardinalnih zuba odvojenih od niza dugih bočnih zuba. Njihove školjke nemaju sedefasti sloj, a škrge su lamelibrane forme. Većina vrsta ima sifon.

## Redovi i familije
Sledeće stablo su njihove informacije koje su ažurirane najnovijim informacijama iz Svetskog registra morskih vrsta:
Infraklasa: Heteroconchia
- Neklasifikovana porodica: †Lipanellidae
- Podklasa: Archiheterodonta[4][5]
  - Red: †Actinodontida[6]
    - Nadfamilija: †Amnigenioidea
      - Familija: †Amnigeniidae
      - Familija: †Montanariidae
      - Familija: †Zadimerodiidae

    - Nadfamilija: †Anodontopsoidea
      - Familija: †Actinodontidae
      - Familija: †Anodontopsidae
      - Familija: †Baidiostracidae
      - Familija: †Cycloconchidae
      - Familija: †Intihuarellidae
      - Familija: †Redoniidae[7]

    - Nadfamilija: †Nyassoidea
      - Familija: †Nyassidae

    - Nadfamilija: †Oriocrassatelloidea
      - Familija: †Crassatellopsidae
      - Familija: †Oriocrassatellidae

    - Nadfamilija: †Palaeomuteloidea
      - Familija: †Palaeomutelidae

  - Red: Carditida[8]
    - Neklasifikovana familija: †Archaeocardiidae
    - Neklasifikovana familija: †Eodonidae
    - Nadfamilija: Carditoidea
      - Familija: †Cardiniidae
      - Familija: Carditidae
      - Familija: Condylocardiidae

    - Nadfamilija: Crassatelloidea
      - Familija: †Aenigmoconchidae
      - Familija: Astartidae
      - Familija: Crassatellidae
      - Familija: †Myophoricardiidae
- Podklasa: Euheterodonta[9]
  - Neklasifikovana Euheterodonta[10]
    - Nadfamilija: †Babinkoidea
    - Nadfamilija: †Orthonotoidea

  - Nadred: Anomalodesmata[11]
    - Nadfamilija: Clavagelloidea
      - Familija: Clavagellidae
      - Familija: Penicillidae

    - Nadfamilija: Cuspidarioidea
      - Familija: Cuspidariidae
      - Familija: Halonymphidae
      - Familija: Protocuspidariidae
      - Familija: Spheniopsidae

    - Nadfamilija: Myochamoidea
      - Familija: Cleidothaeridae
      - Familija: Myochamidae

    - Nadfamilija: Pandoroidea
      - Familija: Lyonsiidae
      - Familija: Pandoridae

    - Nadfamilija: Pholadomyoidea
      - Familija: †Arenigomyidae
      - Familija: †Margaritariidae
      - Familija: Parilimyidae
      - Familija: Pholadomyidae
      - Familija: †Ucumariidae

    - Nadfamilija: Poromyoidea
      - Familija: Cetoconchidae
      - Familija: Poromyidae

    - Nadfamilija: Thracioidea
      - Familija: †Burmesiidae
      - Familija: Clistoconchidae
      - Familija: Laternulidae
      - Familija: Periplomatidae
      - Familija: Thraciidae

    - Nadfamilija: Verticordioidea
      - Familija: Euciroidae
      - Familija: Lyonsiellidae
      - Familija: Verticordiidae

  - Nadred: Imparidentia[12]
    - Neklasifikovana Imparidentia
      - Neklasifikovana familija: †Palaeocarditidae
      - Nadfamilija: Cyamioidea
        - Familija: Cyamiidae
        - Familija: Galatheavalvidae
        - Familija: Sportellidae

      - Nadfamilija: Gaimardioidea
        - Familija: Gaimardiidae

      - Nadfamilija: †Grammysioidea
        - Familija: †Grammysiidae
        - Familija: †Sanguinolitidae

      - Nadfamilija: †Kalenteroidea
        - Familija: †Kalenteridae

    - Red: Adapedonta[13]
      - Nadfamilija: †Edmondioidea
        - Familija: †Edmondiidae
        - Familija: †Pachydomidae

      - Nadfamilija: Hiatelloidea
        - Familija: Hiatellidae

      - Nadfamilija: Solenoidea
        - Familija: Pharidae
        - Familija: Solenidae

    - Red: Cardiida[14]
      - Nadfamilija: Cardioidea
        - Familija: Cardiidae
        - Familija: †Pterocardiidae

      - Nadfamilija: Tellinoidea
        - Familija: Donacidae
        - Familija: †Icanotiidae
        - Familija: Psammobiidae
        - Familija: †Quenstedtiidae
        - Familija: Semelidae
        - Familija: Solecurtidae
        - Familija: †Sowerbyidae
        - Familija: †Tancrediidae
        - Familija: Tellinidae
        - Familija: †Unicardiopsidae

    - Red: Galeommatida[15]
      - Nadfamilija: Galeommatoidea
        - Familija: Basterotiidae
        - Familija: Galeommatidae
        - Familija: Lasaeidae

    - Red: Gastrochaenida[16]
      - Nadfamilija: Gastrochaenoidea
        - Familija: Gastrochaenidae

    - Red: †Hippuritida (rudists)[17]
      - Podred: †Hippuritidina
        - Nadfamilija: †Caprinoidea
          - Familija: †Antillocaprinidae
          - Familija: †Caprinidae
          - Familija: †Caprinuloideidae
          - Familija: †Ichthyosarcolitidae

        - Nadfamilija: †Radiolitoidea
          - Familija: †Caprinulidae
          - Familija: †Caprotinidae
          - Familija: †Diceratidae
          - Familija: †Hippuritidae
          - Familija: †Monopleuridae
          - Familija: †Plagioptychidae
          - Familija: †Polyconitidae
          - Familija: †Radiolitidae
          - Familija: †Trechmannellidae

      - Podred: †Requieniidina
        - Nadfamilija: †Requienioidea
          - Familija: †Epidiceratidae
          - Familija: †Requieniidae

    - Red: Lucinida[18]
      - Nadfamilija: Lucinoidea
        - Familija: Lucinidae
        - Familija: †Mactromyidae
        - Familija: †Paracyclidae

      - Nadfamilija: Thyasiroidea
        - Familija: Thyasiridae

    - Red: †Megalodontida[19]
      - Nadfamilija: †Mecynodontoidea
        - Familija: †Beichuaniidae
        - Familija: †Congeriomorphidae
        - Familija: †Mecynodontidae
        - Familija: †Plethocardiidae
        - Familija: †Prosocoelidae

      - Nadfamilija: †Megalodontoidea
        - Familija: †Ceratomyopsidae
        - Familija: †Dicerocardiidae
        - Familija: †Megalodontidae
        - Familija: †Pachyrismatidae
        - Familija: †Wallowaconchidae

    - Red: †Modiomorphida[20]
      - Nadfamilija: †Modiomorphoidea
        - Familija: †Cypricardiniidae
        - Familija: †Hippopodiumidae
        - Familija: †Modiomorphidae
        - Familija: †Palaeopharidae
        - Familija: †Tusayanidae

    - Red: Myida[21]
      - Nadfamilija: Dreissenoidea
        - Familija: Dreissenidae

      - Nadfamilija: Myoidea
        - Familija: Corbulidae
        - Familija: Myidae
        - Familija: †Pleurodesmatidae
        - Familija: †Raetomyidae

      - Nadfamilija: Pholadoidea
        - Familija: Pholadidae
        - Familija: Teredinidae
        - Familija: Xylophagaidae

      - Nadfamilija: †Pleuromyoidea
        - Familija: †Ceratomyidae
        - Familija: †Pleuromyidae
        - Familija: †Vacunellidae

    - Red: Sphaeriida[22]
      - Nadfamilija: Sphaerioidea
        - Familija: †Neomiodontidae
        - Familija: Sphaeriidae

    - Red: Venerida[23]
      - Nadfamilija: †Anthracosioidea
        - Familija: †Anthracosiidae
        - Familija: †Ferganoconchida
        - Familija: †Shaanxiconchidae

      - Nadfamilija: Arcticoidea
        - Familija: Arcticidae
        - Familija: †Pollicidae
        - Familija: Trapezidae
        - Familija: †Veniellidae

      - Nadfamilija: Chamoidea
        - Familija: Chamidae

      - Nadfamilija: Cyrenoidea
        - Familija: Cyrenidae
        - Familija: Cyrenoididae
        - Familija: Glauconomidae

      - Nadfamilija: Glossoidea
        - Familija: Glossidae
        - Familija: Kelliellidae
        - Familija: †Lutetiidae
        - Familija: Vesicomyidae

      - Nadfamilija: Hemidonacoidea
        - Familija: Hemidonacidae

      - Nadfamilija: Mactroidea
        - Familija: Anatinellidae
        - Familija: Cardiliidae
        - Familija: Mactridae
        - Familija: Mesodesmatidae

      - Nadfamilija: †Palaeanodontoidea
        - Familija: †Palaeanodontidae

      - Nadfamilija: †Prilukielloidea
        - Familija: †Prilukiellidae
        - Familija: †Senderzoniellidae

      - Nadfamilija: Ungulinoidea
        - Familija: Ungulinidae

      - Nadfamilija: Veneroidea
        - Familija: †Isocyprinidae
        - Familija: Neoleptonidae
        - Familija: Veneridae
- Podklasa: Paleoheterodonta[24]
  - Neklasifikovana familija: Lyrodesmatidae[25]
  - Neklasifikovana familija: Pseudarcidae
  - Neklasifikovana familija: Thoraliidae
  - Red: Unionida
    - Neklasifikovani rod †Araripenaia
    - Neklasifikovana familija †Pachycardiidae
    - Nadfamilija Etherioidea
    - Nadfamilija †Silesunionoidea
    - Nadfamilija †Tamesnelloidea
    - Nadfamilija Unionoidea

  - Red: Trigoniida
    - Nadfamilija †Megatrigonioidea
    - Nadfamilija Myophorelloidea
    - Nadfamilija Pseudocardinioidea
    - Nadfamilija Trigonioidea
    - Nadfamilija Trigonioidoidea
    - Nadfamilija Trigonodoidea
- Podklasa: Heterodonta